# Búgócsiga

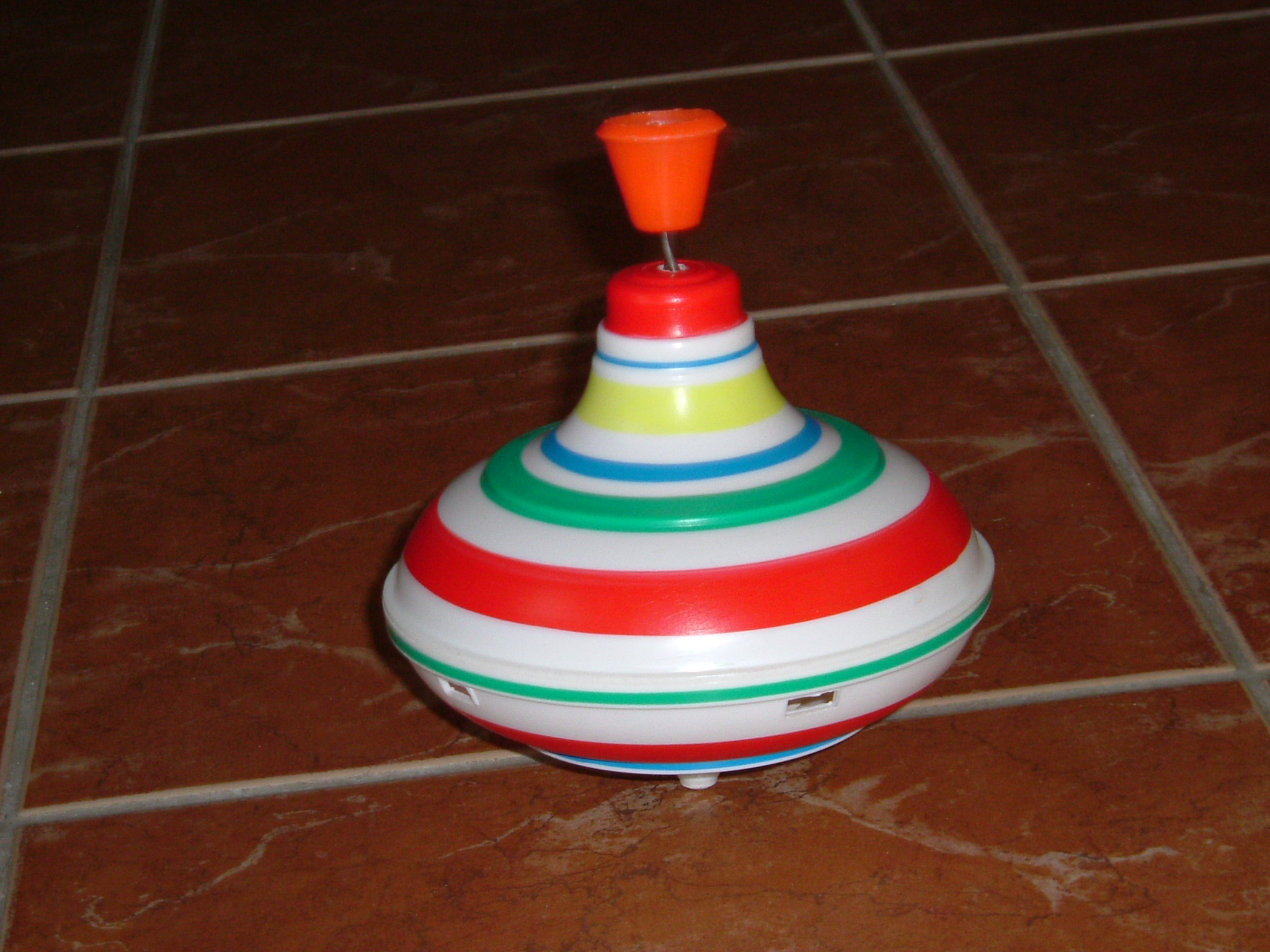
Búgócsiga

A búgócsiga gyermekjátékszernek használt, rendesen fémből készült, belül üres pörgettyű; a kerületén kis lyukak vannak. A forgás következtében örvénylésbe hozott levegő a lyukakon átáramlik s közben hangot ad; ha a lyukakra ráfújunk, a hang erősebb. Lényegében azonos a Seebeck-szirénával.

## A szó eredete
A szó szerepel a Czuczor- Fogarasi-féle értelmező szótárban, mint a búgató (búgatyu) szó szinonimája: "Búgató, búgatyu: Búgócsiga, búgó eszköz ; malomforma játékszer, melynek kereke megindíttatván búgással kereng."

## Története
Már az ókorban ismerték - Egyiptomban az ásatások során  találtak pörgettyűket.

## Képgaléria

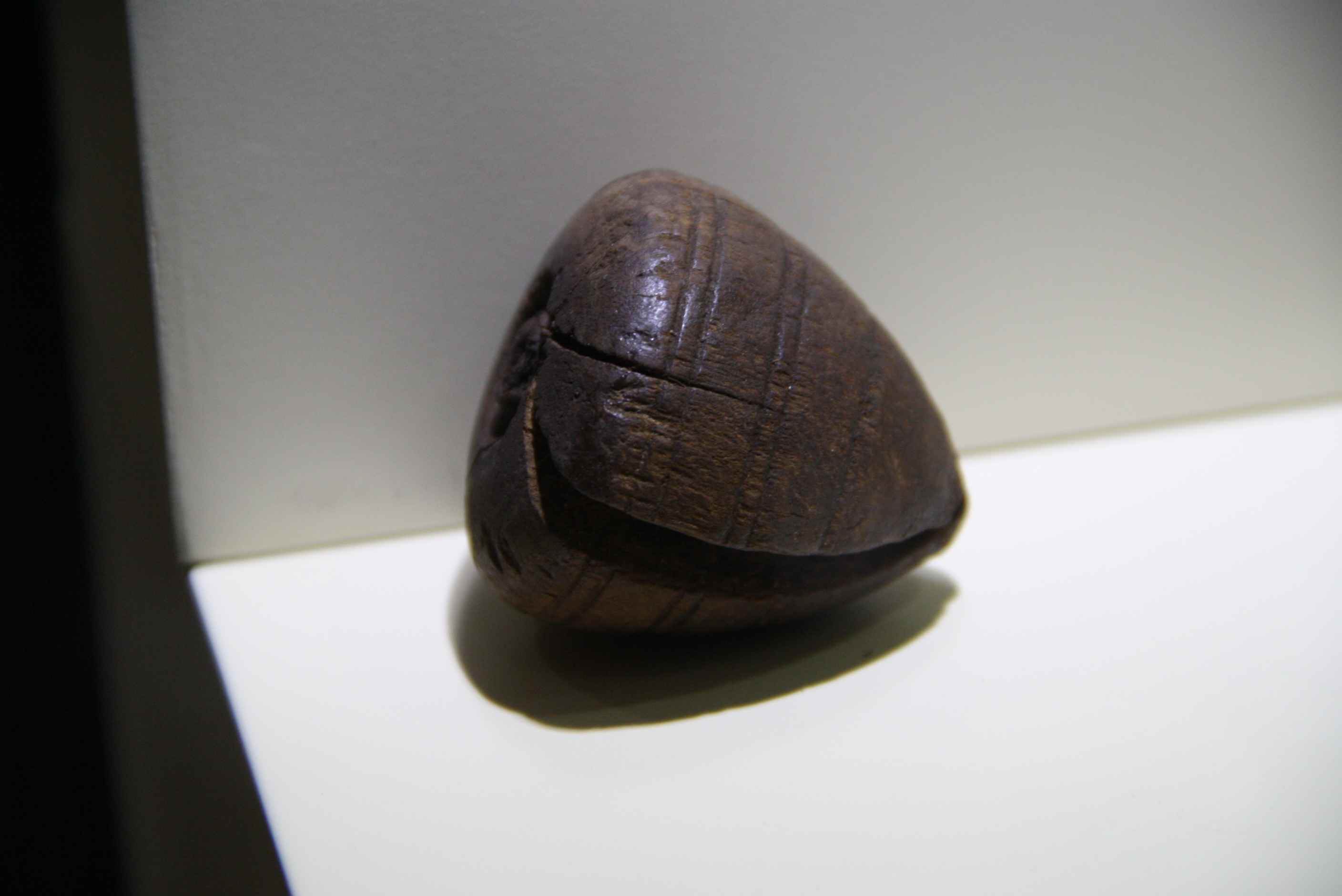
Ókori római búgócsiga Tebtynisből (Egyiptom)
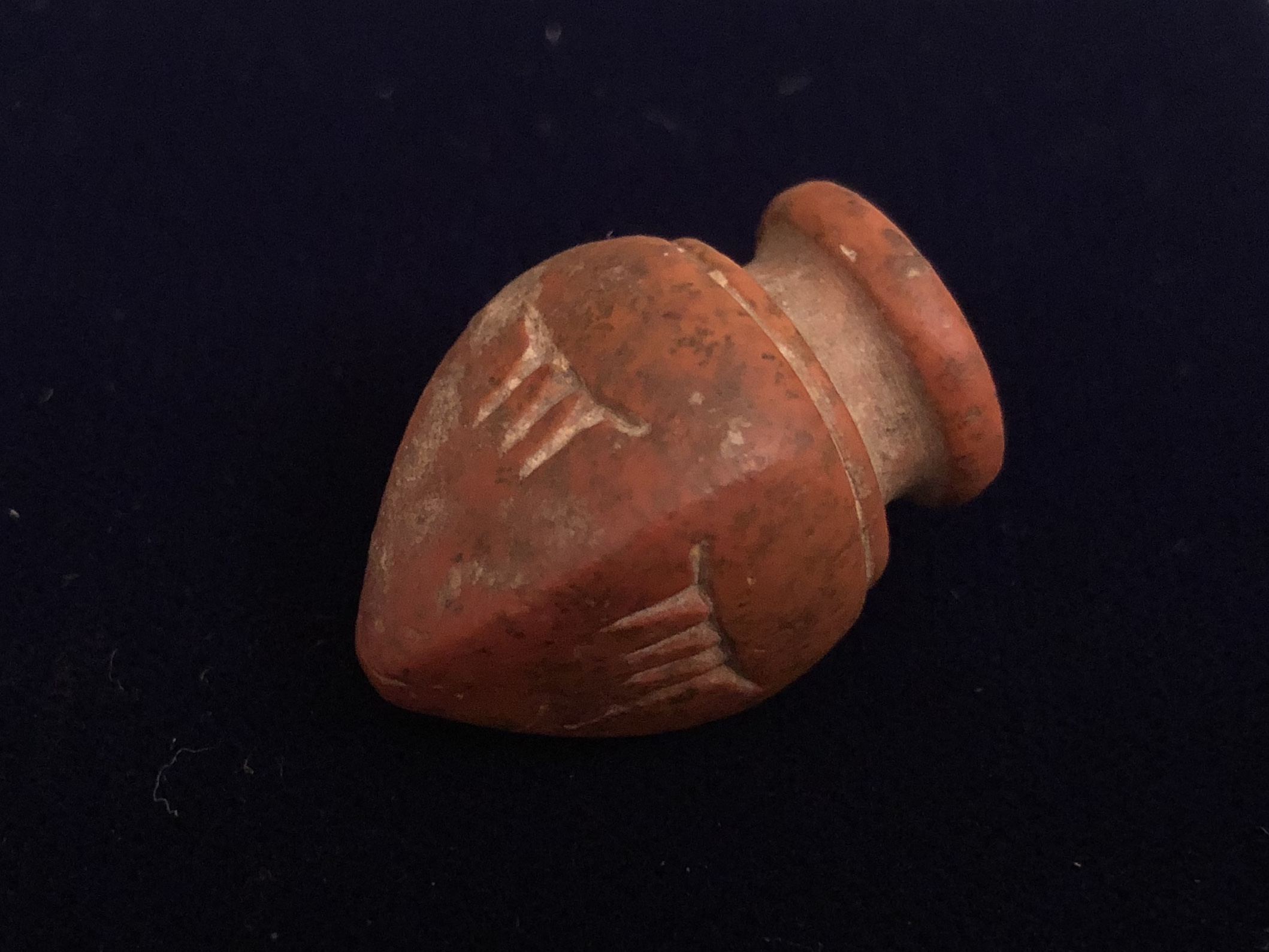
Ókori, négy oldalas búgócsiga
Giroszkóp
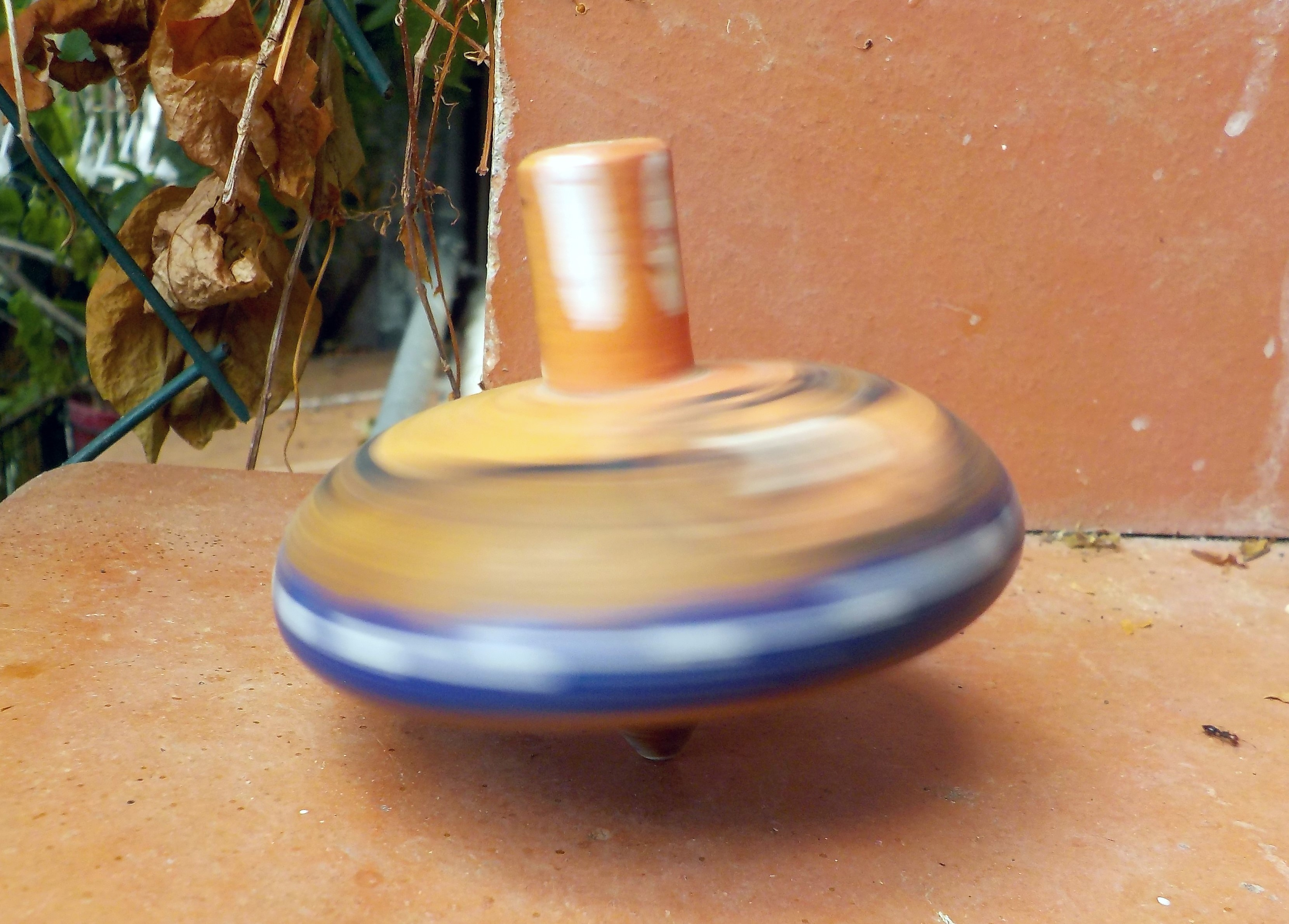
Régi olasz búgócsiga, fából
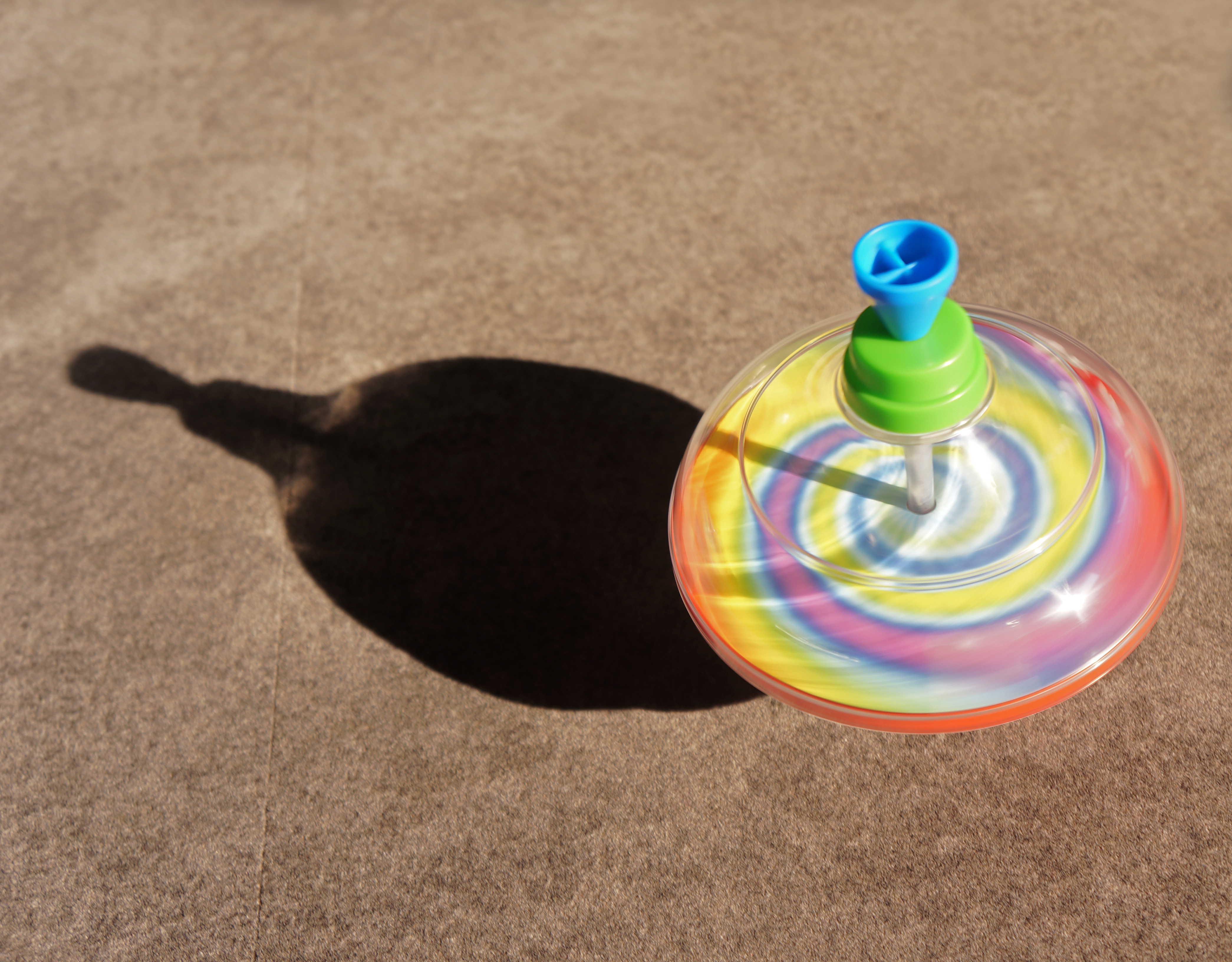
Mai búgócsiga és árnyéka
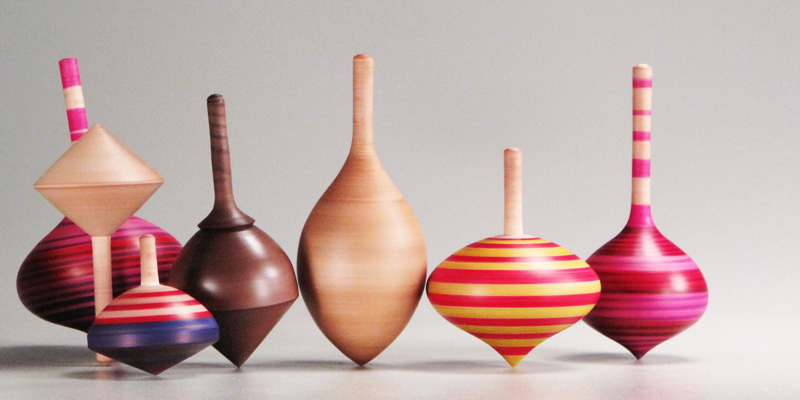
Különféle búgócsigák